# Konrad Hunger
Konrad Hunger (* 25. Januar 1955 in Burgstädt; † 16. Oktober 2018 in Leipzig) war ein deutscher Bildhauer.

## Leben und Werk
Hunger absolvierte eine Lehre als Friseur. Nach dem Wehrdienst bei der NVA studierte er von 1977 bis 1979 an der Hochschule für Bildende Künste Dresden Maskenbild und anschließend bis 1984 Bildhauerei. Nach dem Diplom arbeitete er von 1984 bis 1990 als freischaffender Bildhauer in Obergruna und 1990 als Meister in der Denkmalpflege GmbH Schlossberg Chemnitz. Werke Hungers wurden insbesondere im sächsischen Raum, aber auch in der UdSSR und der CSSR ausgestellt.
1991 gründete Hunger in Wilischthal die Pachthütt-künstlerische Werkstatt. Hier restaurierte er vor allem Einzeldenkmale und historische Fassaden. Er schuf auch freie künstlerische Arbeiten in Stein, Holz und Bronze und gab auf seinem Grundstück Bildhauerkurse.

## Mitgliedschaften
- bis 1990: Verband Bildender Künstler der DDR
- Neuer Sächsischer Kunstverein
- Kunstverein Laterne

## Ausstellungen (unvollständig)

### Einzelausstellungen
- 2016/2017: Rochsburg, Schloss Rochsburg (mit Lisa Schubert)[2]

### Teilnahme an zentralen und wichtigen regionalen Ausstellungen in der DDR
- 1985: Karl-Marx-Stadt, Bezirkskunstausstellung
- 1987/1988: Dresden, X. Kunstausstellung der DDR

## Werke (Auswahl)
- Clown (1988 errichtet; Plastik als Tröpfelbrunnen, Naturstein, Höhe 2,05; Berlin, Josef-Orlopp-Straße 13, heutiges Seniorenzentrum „Prof. Dr. Kurt Winter“)[3]
- Heinz Tetzner (um 2005, Porträtplastik)
- Der Koffer (Plastik, Naturstein)[4]
- Prinz Lieschen (2010, Brunnenfigur, Bronze; Lunzenau, Marktplatz)[5]

## Weblink
- https://turmgalerie.de/hunger2001/